# Ida Krottendorf

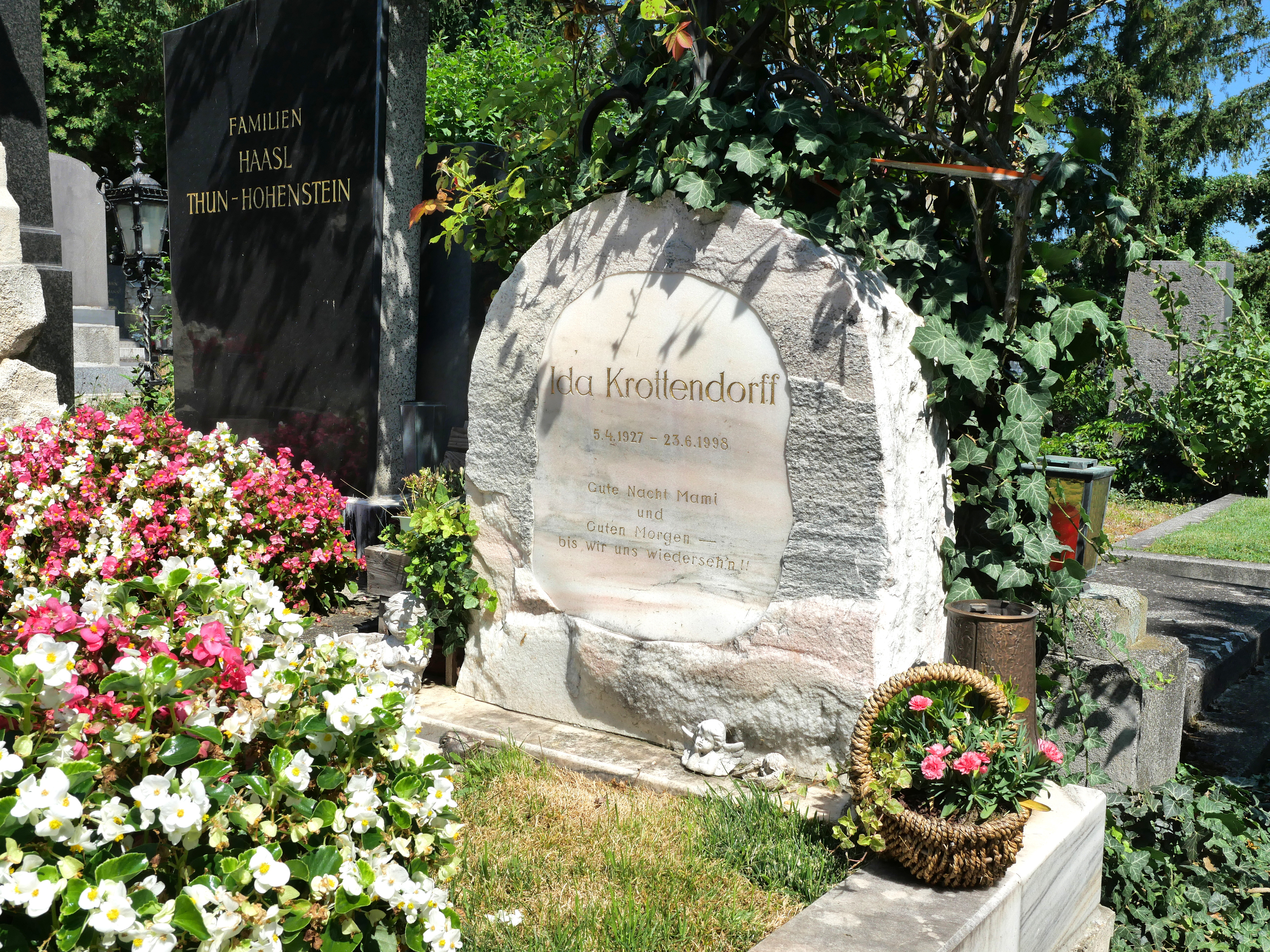
Tumba de Ida Krottendorf

Ida Krottendorf (5 de abril de 1927 - 23 de junio de 1998) fue una actriz austriaca.

## Biografía
Nacida en Ebreichsdorf, Austria, su primer marido desde 1955 fue Ernst Stankovski. Entre 1960 y 1991 estuvo casada con el actor Klausjürgen Wussow, teniendo la pareja a Barbara y Alexander Wussow.
Ida Krottendorf falleció en 1998 en Viena, Austria, a causa de un cáncer. Fue enterrada en el Cementerio de Grinzing (Grupo 4, Número 73), en Viena.

## Filmografía (selección)
- 1950 : Kleiner Peter, große Sorgen
- 1951 : Das Tor zum Frieden
- 1953 : Auf der grünen Wiese
- 1954 : Hochzeitsglocken
- 1955 : Mamitschka
- 1957 : Liebe, Jazz und Übermut
- 1965 : 4 Schlüssel
- 1967 : Das ausgefüllte Leben des Alexander Dubronski (telefilm)
- 1969 : Asche des Sieges (telefilm)
- 1970 : Der Kommissar (serie TV), episodio Parkplatz-Hyänen
- 1971 : Tatort (serie TV), episodio Mordverdacht
- 1972 : Rabe, Pilz und dreizehn Stühle (serie TV)
- 1973 : Der Kommissar (serie TV), episodio Der Tod von Karin W.
- 1977 : Derrick (serie TV), episodio Tod des Wucherers
- 1978 : Tatort (serie TV), episodio Mord im Krankenhaus
- 1978 : Love-Hotel in Tirol
- 1979 : Der Alte (serie TV), episodio Der Abgrund
- 1980 : Ringstraßenpalais (serie TV)
- 1980 : Derrick (serie TV), episodio Tödliche Sekunden
- 1981 : Der Bockerer
- 1981–1986 : Polizeiinspektion 1 (serie TV), 3 episodios
- 1982 : Derrick (serie TV), episodio Ein Fall für Harry
- 1982 : Der Alte (serie TV), episodio Tod am Sonntag
- 1983 : Tatort (serie TV), episodio Mord in der U-Bahn
- 1983 : Derrick (serie TV), episodio Attentat auf Derrick
- 1988 : Wie kommt das Salz ins Meer? (telefilm)
- 1990 : Die Kaffeehaus–Clique (telefilm)
- 1990 : Wenn das die Nachbarn wüßten (serie TV)
- 1992 : Die Zwillingsschwestern aus Tirol (telefilm)
- 1993 : Almenrausch und Pulverschnee (miniserie)
- 1996 : Der Bockerer II – Österreich ist frei
- 1998 : Baby Rex - Der kleine Kommissar (telefilm)